# Rio Santo Antônio (Minas Gerais)
O rio Santo Antônio é um curso de água do estado de Minas Gerais, Região Sudeste do Brasil, pertencente à bacia do rio Doce. Nasce na serra do Espinhaço, no distrito de Santo Antônio do Cruzeiro, em Conceição do Mato Dentro, percorrendo 228,44 km até sua foz no rio Doce entre Naque e Belo Oriente.
Sua bacia hidrográfica conta com área total de 10 400 km² e abrange 41 municípios, sendo alguns banhados pelo rio: Conceição do Mato Dentro, Morro do Pilar, Santo Antônio do Rio Abaixo, São Sebastião do Rio Preto, Ferros, Braúnas, Joanésia, Açucena, Mesquita, Naque e Belo Oriente.
O leito foi utilizado por bandeirantes, a exemplo de Borba Gato, como via de penetração em busca de ouro e, aos poucos, os exploradores foram povoando as suas margens. Em seus primeiros quilômetros é interrompido por várias quedas, algumas propícias para banhos e apreciação da paisagem como a cachoeira da Bahia. Certos trechos do rio também são utilizados para lazer e pesca de subsistência pelos moradores próximos.
Embora o rio tenha contribuído para a vida das pessoas, o leito tem sido fortemente afetado pela extração de areia e pela mineração, atividades que têm acarretado a modificação do seu curso, assoreamento, poluição das águas e redução da quantidade de peixes. A carência de tratamento de esgoto nas cidades agrava o quadro de degradação.

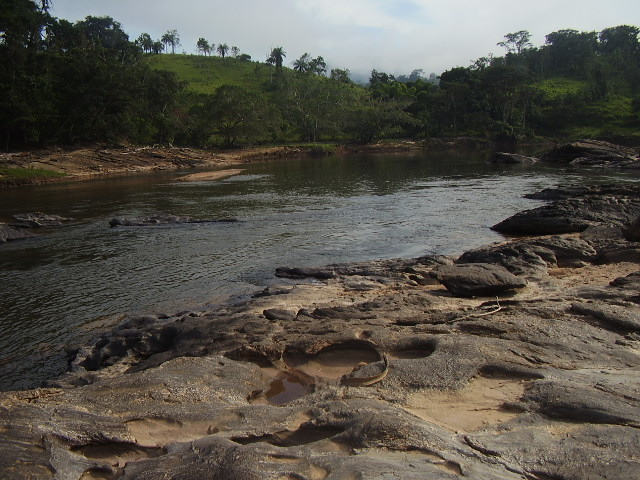
Rio Santo Antônio em Santo Antônio do Rio Abaixo
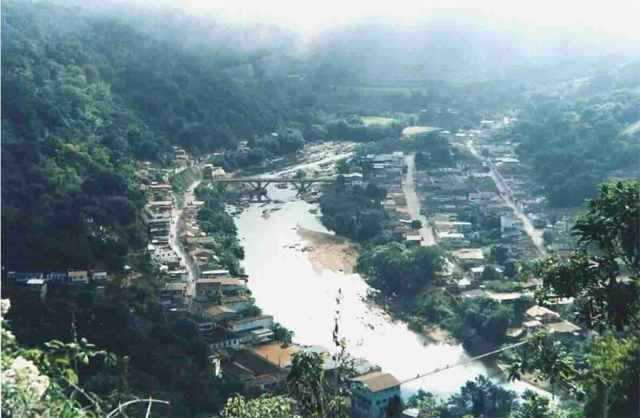
Rio Santo Antônio em Ferros
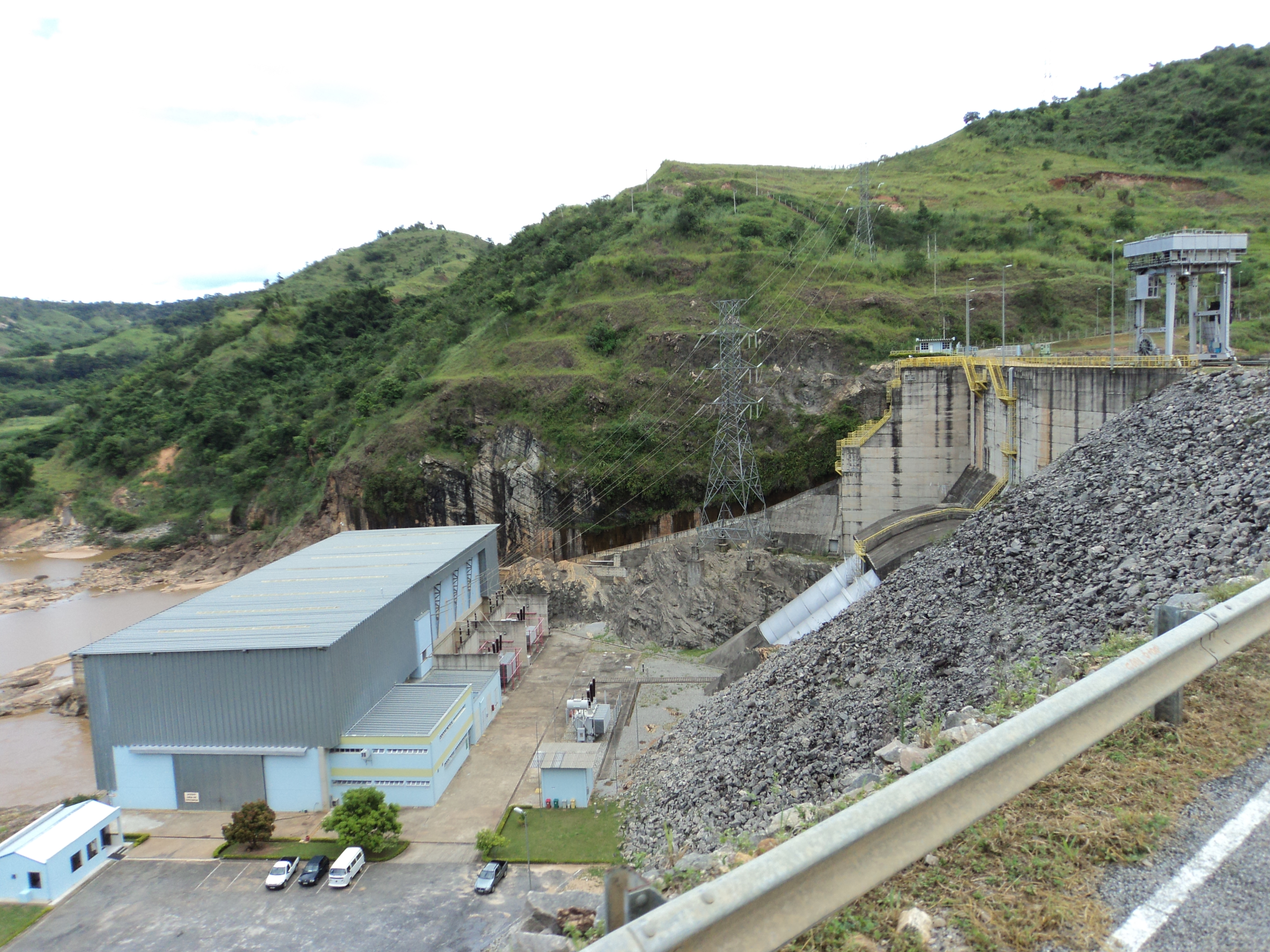
Vista da Usina Hidrelétrica de Porto Estrela, próxima a Joanésia.
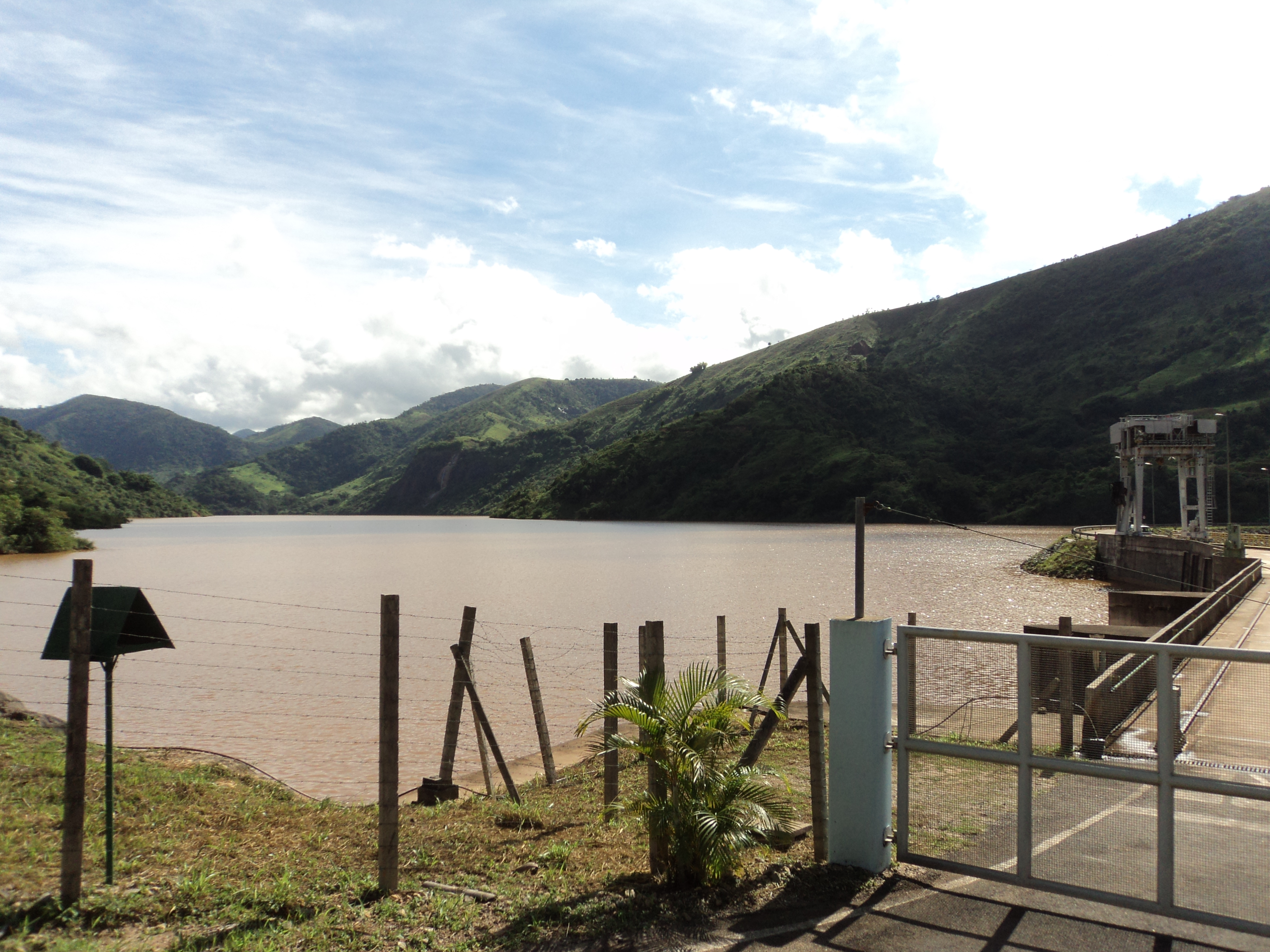
Rio Santo Antônio no reservatório da usina
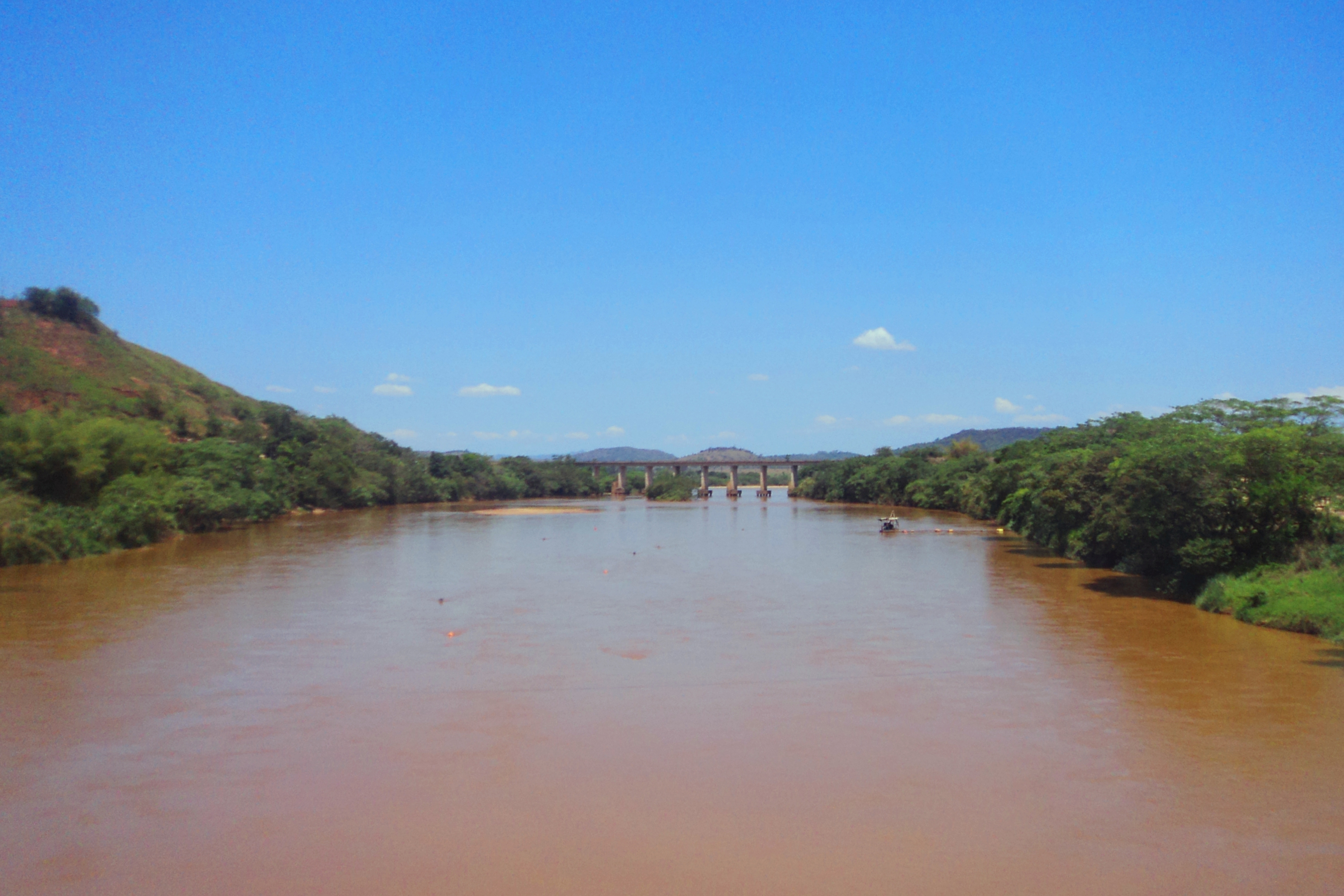
Rio Santo Antônio entre Naque e Belo Oriente